# Waldstätten

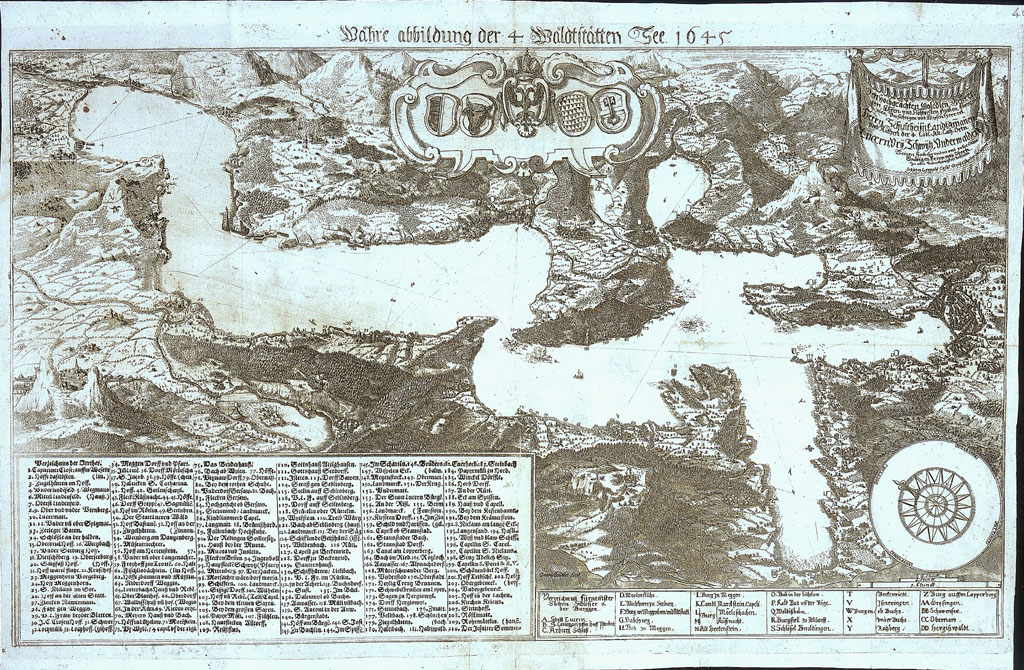
Carte des Waldstätten, 1645 : Uri, Schwytz, Nidwald et Lucerne autour du lac des Quatre Cantons

Ne doit pas être confondu avec Canton de Waldstätten.
Waldstätten ou cantons forestiers est une expression qui désigne les trois, puis quatre cantons primitifs de la Suisse : Uri, Schwytz et Unterwald dès le XIIIe siècle. Lucerne n'est cité comme quatrième canton forestier qu'au XVe siècle.

## Étymologie
L'expression est formée des mots allemands Statt (« site, lieu ») et Wald signifiant « forêt ». Dans son acception médiévale, la forêt est un territoire exploité par l'être humain où se mêlent prés, pâturages, champs cultivés et bois.
Les habitants des Waldstätten sont appelés « gens de la forêt » (Waldleute).

## Histoire
Le terme de Waldstätten apparaît dès 1309.
Lucerne, qui est une ville, est cité comme quatrième canton forestier au XVe siècle. Le lac de Lucerne prend d'ailleurs le nom de lac des Quatre-Cantons (Vierwaldstättersee) au XVIe siècle.
Pendant la République helvétique (1798 - 1803), Uri, Schwytz, Unterwald et le canton de Zoug ont formé le canton de Waldstätten.

## Importance dans la construction de l'identité suisse
La signature du pacte de 1291 par les représentants d'Uri, Schwytz et Nidwald est considérée comme l'origine de la Confédération des III cantons.
L'historiographie suisse traditionnelle fit des cantons forestiers le lieu de naissance et le noyau de la Confédération. Cette vision façonna la conscience historique des Suisses et devint un mythe fondateur de l'identité suisse.